# リヒテンシュタインの国旗
リヒテンシュタインの国旗は、青と赤の二色が下地を占める旗である。1936年に参加したベルリンオリンピックで、ハイチの国旗と酷似していることが明らかとなり、1937年に冠が追加された。さらに1982年に冠のデザインが変更され、現在のような旗となった。青が空を、赤は炉の火を表すとされ、旗竿側の冠の紋章は人民と統治者が一体であることを表している。縦長に掲揚する場合は専用の旗があり、左に青、右に赤がくるように置くと、冠の頂点がホイスト側（つまり上）を向くようになっている。

旗のデザイン

縦方向掲揚用
?政府旗
公旗
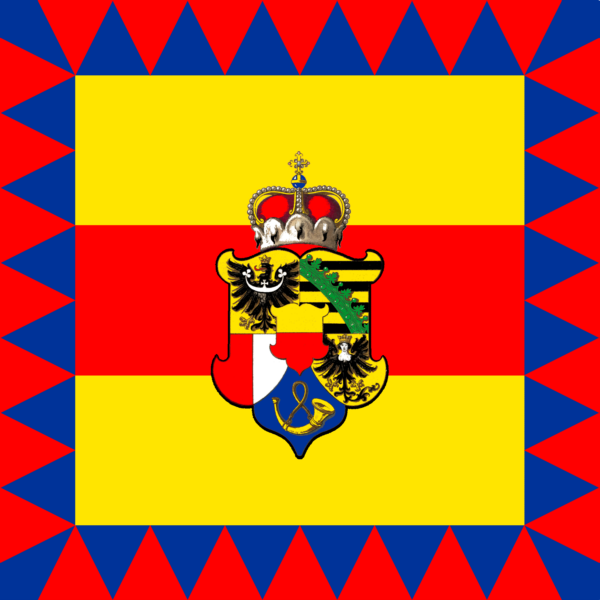
?公旗（1912年）
?現在の国旗（縦横比2:3の別タイプ）

## 歴史的な旗
| 国旗 | 使用時期        | 使用用途                   | 詳細                                                |
| ---- | --------------- | -------------------------- | --------------------------------------------------- |
| ?    | ?1719年–1852年  | リヒテンシュタイン公国国旗 | 上側が金色、下側が赤の二色旗。縦横比3:5。           |
| ?    | ? 1852年–1921年 | リヒテンシュタイン公国国旗 | 左側が赤、右側が青の二色旗。縦横比3:5。             |
| ?    | ?1921年–1937年  | リヒテンシュタイン公国国旗 | 上側が青、下側が赤の二色旗。縦横比3:5。             |
| ?    | ?1937年–1982年  | リヒテンシュタイン公国国旗 | 上側が青、下側が赤の二色旗。縦横比3:5。左隅に王冠。 |